# Olszynka
Olszynka (in tedesco: Walddorf, Bürgerwalde) è una frazione di Danzica, situata nella parte sud-orientale della città.